# Liste der Naturdenkmale in Bergweiler
Die Liste der Naturdenkmale in Bergweiler nennt die im Gemeindegebiet von Bergweiler ausgewiesenen Naturdenkmale (Stand 11. März 2024).

## Naturdenkmale
| Nr.         | Bezeichnung | Lage                                                 | Beschreibung  | Bild                                    |
| ----------- | ----------- | ---------------------------------------------------- | ------------- | --------------------------------------- |
| ND-7231-497 | Werdelstein | südwestlich des Ortes; Distrikt Auf Werdelstein Lage | Quarzitfelsen | Direkt Bild zu diesem Denkmal hochladen |